# Peter von Andlau
Peter von Andlau (lateinisch Petrus de Andlo; * um 1420 in Andlau (Elsass); † 5. März 1480 in Basel) war ein elsässischer Rechtsgelehrter.

## Leben
Peter von Andlau studierte ab 1439 an der Universität Heidelberg, ab 1443 an der Universität Pavia, wo er auch promovierte. Als illegitimer Sohn einer elsässischen Adelsfamilie verfolgte er eine kirchliche Laufbahn. Ab 1450 war er Kaplan am Basler Münster, später Priester in Lautenbach im Elsass und Kanoniker in Colmar. 1460 ergriff er bei Gründung der Universität Basel die Gelegenheit, sich durch eine systematische Abhandlung des Reichsrechts für eine Stelle zu bewerben. Er erhielt daraufhin die Professur für kanonisches und römisches Recht und war bis zu seinem Lebensende der erste Vizekanzler der Universität (Kanzler war der Basler Bischof) sowie dreimal Dekan seiner Fakultät. 1471 wurde er schließlich Rektor der Universität und Ältester der juristischen Fakultät.
Seine Vorlesungen sind teilweise in Nachschriften erhalten. Außerdem hat Peter von Andlau zwei Bücher hinterlassen: zum einen oben genannte „Bewerbungsschrift“, den Libellus de Cesarea Monarchia (dt. Büchlein über die Herrschaft des Kaisers) (1460), zum anderen den Tractatus de canonicorum saecularium vita (1470/80). Der Libellus gilt als erste umfassende Darstellung des Staatsrechts des Heiligen Römischen Reichs. Es handelt sich weitestgehend um eine kompilatorische Zusammenstellungen von Lehrmeinungen des Kirchenrechts, die aber durch Exkurse zur Entstehung des Adels, zu den Ständen des Reiches, Kriegswesen und Verwaltung ergänzt werden. Im Streit zwischen Kaiser und Papst um Unterordnung oder Gleichstellung des Ersteren stellt Peter von Andlau zwar weitestgehend die Position des kirchlichen Rechts dar, ist aber bemüht, die Würde des Kaisertums nicht abzuwerten und beruft sich außerdem ausführlich auf die Ansprüche des Papstes ignorierende Goldene Bulle. Eine solche ausgleichende Position war möglich, weil der Streit zur Entstehungszeit des Libellus keine Brisanz besaß; sie verhinderte aber auch eine breite Rezeption des Werkes. Erst im frühen 17. Jahrhundert wurde der Libellus als bedeutende Darstellung des Reichsstaatsrechts rezipiert und mehrmals gedruckt.

## Werke
- Kaiser und Reich: lateinisch und deutsch = Libellus de Cesarea monarchia. Hrsg. von Rainer A. Müller. Frankfurt/Main 1998. ISBN 3-458-16899-0.